# Saison 2007 de l'équipe cycliste La Française des jeux
L'Équipe cycliste La Française des jeux participait en 2007 au ProTour.

## Effectif
| Cycliste             | Date de naissance | Nationalité      | Équipe 2006        |
| -------------------- | ----------------- | ---------------- | ------------------ |
| Ludovic Auger        | 17/02/1971        | France           | Française des jeux |
| Sandy Casar          | 02/02/1979        | France           | Française des jeux |
| Sébastien Chavanel   | 21/03/1981        | France           | Bouygues Telecom   |
| Mikaël Cherel        | 17/03/1986        | France           | Néo-pro            |
| Carlos Da Cruz       | 20/12/1974        | France           | Française des jeux |
| Mickaël Delage       | 06/08/1985        | France           | Française des jeux |
| Christophe Detilloux | 03/05/1974        | Belgique         | Française des jeux |
| Rémy Di Grégorio     | 31/07/1985        | France           | Française des jeux |
| Arnaud Gérard        | 06/10/1984        | France           | Néo-pro            |
| Philippe Gilbert     | 05/07/1982        | Belgique         | Française des jeux |
| Timothy Gudsell      | 17/02/1984        | Nouvelle-Zélande | Néo-pro            |
| Frédéric Guesdon     | 14/10/1971        | France           | Française des jeux |
| Lilian Jégou         | 20/01/1976        | France           | Française des jeux |
| Sébastien Joly       | 25/06/1979        | France           | Française des jeux |
| Matthieu Ladagnous   | 12/12/1984        | France           | Française des jeux |
| Johan Lindgren       | 13/08/1986        | Suède            | Néo-pro            |
| Thomas Lövkvist      | 04/04/1984        | Suède            | Française des jeux |
| Thierry Marichal     | 13/06/1973        | Belgique         | Cofidis            |
| Bradley McGee        | 24/02/1976        | Australie        | Française des jeux |
| Ian Mcleod           | 03/10/1980        | Afrique du Sud   | Française des jeux |
| Christophe Mengin    | 03/09/1968        | France           | Française des jeux |
| Cyrille Monnerais    | 24/08/1983        | France           | Française des jeux |
| Francis Mourey       | 08/12/1980        | France           | Française des jeux |
| Fabien Patanchon     | 14/06/1983        | France           | Française des jeux |
| Jérémy Roy           | 22/06/1983        | France           | Française des jeux |
| Benoît Vaugrenard    | 05/01/1982        | France           | Française des jeux |
| Jussi Veikkanen      | 29/03/1981        | Finlande         | Française des jeux |

## Victoires
| Date       | Course                                                 | Pays   | Classe | Vainqueur          |
| ---------- | ------------------------------------------------------ | ------ | ------ | ------------------ |
| 20/01/2007 | 5e étape de la Tropicale Amissa Bongo                  | Gabon  | 2.2    | Lilian Jégou       |
| 20/01/2007 | Classement général de la Tropicale Amissa Bongo        | Gabon  | 2.2    | Frédéric Guesdon   |
| 10/02/2007 | 4e étape de l'Étoile de Bessèges                       | France | 2.1    | Christophe Mengin  |
| 11/02/2007 | 5e étape de l'Étoile de Bessèges                       | France | 2.1    | Sébastien Chavanel |
| 01/04/2007 | 3e étape du Critérium international (contre-la-montre) | France | 2.HC   | Thomas Lövkvist    |
| 17/04/2007 | Paris-Camembert                                        | France | 1.1    | Sébastien Joly     |
| 19/04/2007 | Grand Prix de Denain                                   | France | 1.1    | Sébastien Chavanel |
| 12/05/2007 | 5e étape des Quatre Jours de Dunkerque                 | France | 2.HC   | Matthieu Ladagnous |
| 13/05/2007 | Classement général des Quatre Jours de Dunkerque       | France | 2.HC   | Matthieu Ladagnous |
| 20/05/2007 | 3e étape du Tour de Picardie                           | France | 2.1    | Sébastien Chavanel |
| 28/06/2007 | Championnat de France du contre-la-montre              | France | CN     | Benoît Vaugrenard  |
| 27/07/2007 | 18e étape du Tour de France                            | France | PT     | Sandy Casar        |
| 05/08/2007 | Polynormande                                           | France | 1.1    | Benoît Vaugrenard  |
| 21/08/2007 | 1re étape du Tour du Limousin                          | France | 2.1    | Philippe Gilbert   |
| 23/08/2008 | 3e étape du Tour du Limousin                           | France | 2.1    | Lilian Jégou       |

## Classements UCI ProTour

### Individuel
Classement au ProTour 2007 des coureurs de l'équipe La Française des jeux.
| Rang | Coureur           | Points |
| ---- | ----------------- | ------ |
| 93   | Christophe Mengin | 15     |
| 97   | Sandy Casar       | 15     |
| 172  | Thomas Lövkvist   | 4      |
| 214  | Jérémy Roy        | 2      |
| 223  | Arnaud Gérard     | 1      |
| 225  | Sébastien Joly    | 1      |
| 228  | Rémy Di Grégorio  | 1      |
| 240  | Bradley McGee     | 1      |

### Équipe
L'équipe Française des jeux a terminé à la 19e place avec 137 points.

## Classements en Coupe de France

### Individuel
| Rang | Coureur            | Points |
| ---- | ------------------ | ------ |
| 1    | Sébastien Chavanel | 128    |
| 5    | Benoît Vaugrenard  | 93     |
| 21   | Sébastien Joly     | 50     |
| 33   | Jérémy Roy         | 32     |
| 43   | Philippe Gilbert   | 17     |
| 55   | Carlos Da Cruz     | 12     |
| 68   | Mickaël Delage     | 8      |

### Équipe
L'équipe La Française des jeux a terminé à la 8e place avec 82 points.